# Sajewszczyzna
Sajewszczyzna (biał. Саеўшчына, Sajeuszczyna, ros. Саевщина, Sajewszczina) – wieś na Białorusi, w obwodzie mińskim, w rejonie mińskim, w sielsowiecie Łoszany.